# Deuil blanc
Le deuil blanc est l'ensemble des réactions émotionnelles d'une personne à la perte progressive des capacités mentales d'un proche (maladie dégénérative, sénilité, etc.)

## Description
A la différence du deuil classique, éprouvé au décès d'une personne aimée, le deuil blanc frappe les aidants (conjoints, enfants) d'un proche qui tout en restant physiquement présent perd progressivement ses capacités cognitives. Ceux-ci doivent alors s'adapter à la disparition de la réciprocité des échanges avec le malade, qui devient incapable de les reconnaître et ne manifeste plus les liens affectifs antérieurs,,. C'est une forme de pré-deuil.
Le terme est attesté en 1992, dans les travaux de Rosette Poletti et al. 